# Rivière du Baillif
Rivière du Baillif är ett vattendrag i Guadeloupe (Frankrike). Det ligger i den sydvästra delen av Guadeloupe, 3 km nordväst om huvudstaden Basse-Terre.